# Manuelito
Căpetenia Manuelito sau Hastiin Chʼil Haajiní (n. 1818, Utah, SUA – d. 1894, Arizona, SUA) a fost unul dintre liderii poporului Diné înainte de deportarea amerindienilor Navajo⁠(d). Manuelito este dimnutivul numelui Manuel, varianta iberică a numelui Immanuel⁠(d); Manuelito, în traducere aproximativă, înseamnă Micul Immanuel. S-a născut în clanul Bit'ahnii sau „Folded Arms People Clan″, lângă Bears Ears⁠(d) din sud-estul statului Utah în jurul anului 1818. Acesta era cunoscut sub diverse nume: Ashkii Diyinii, Dahaana Baadaané, Hastiin Ch'ilhaajinii, respectiv Nabááh Jiłtʼaa celorlalți semeni Diné, iar sursele străine îl numesc „Bullet Hole”.
Manuelito a fost un cunoscut lider navajo care și-a unit națiunea pentru a lupta împotriva Armatei Statelor Unite. Timp de câțiva ani, a condus un grup de războinici, care s-a împotrivit încercărilor Guvernului Statelor Unite de a deporta poporul navajo în Bosque Redondo⁠(d), New Mexico în 1864. După ce au fost strămutați în Bosque Redondo, Manuelito a fost unul dintre semnatarii Tratatului Navajo din 1868, conform căruia semenii săi erau eliberați din închisoare și trimiși într-o rezervație. De asemenea, acesta a militat pentru dreptul la educație occidentală a copiilor navajo.

## Biografie
Manuelito s-a născut în clanul Bit'ahnii lângă Bears Ears, Utah.
S-a căsătorit cu Juanita, fiica a lui Narbona⁠(d) (1766–1849), după ce s-a alăturat tribului său și a plecat să locuiască în tabăra acestora lângă Munții Chuska⁠(d). Reputația sa de căpetenie puternic și avută l-a impresionat pe Manuelito. Acesta din urmă își petrecea zilele exersând trasul cu arcul și concurând cu alți tineri în lupte corp la corp și curse alergare. Când a sosit vestea că 1000 de mexicani - din New Mexico - se pregăteau să-i atace, Manuelito a luat parte la prima sa bătălie. Acolo și-a câștigat numele Hashkeh Naabaah („Războinicul furios”).
În anii care au urmat, Manuelito a coordonat numeroase raiduri, unindu-și forțele cu alți lideri precum Ganado Mucho și Barboncito⁠(d)  pentru a luptat împotriva mexicanilor, hopilor din Arizona, popoarele pueblo⁠(d) din New Mexico, poporul Ute⁠(d), comanșii și apașii. Acesta s-a căsătorit cu unul dintre numeroșii lui sclavi mexicani, o tânără pe nume Juanita (1845–1910).